# Міжнародна федерація спортивного орієнтування
Міжнародна федерація спортивного орієнтування (ІОФ, англ. International Orienteering Federation, скорочено — IOF) — міжнародна спортивна організація, яка об'єднує національні федерації по  спортивному орієнтуванню. Штаб-квартира ІОФ знаходиться у  шведському місті Карлстаді.

## Історія

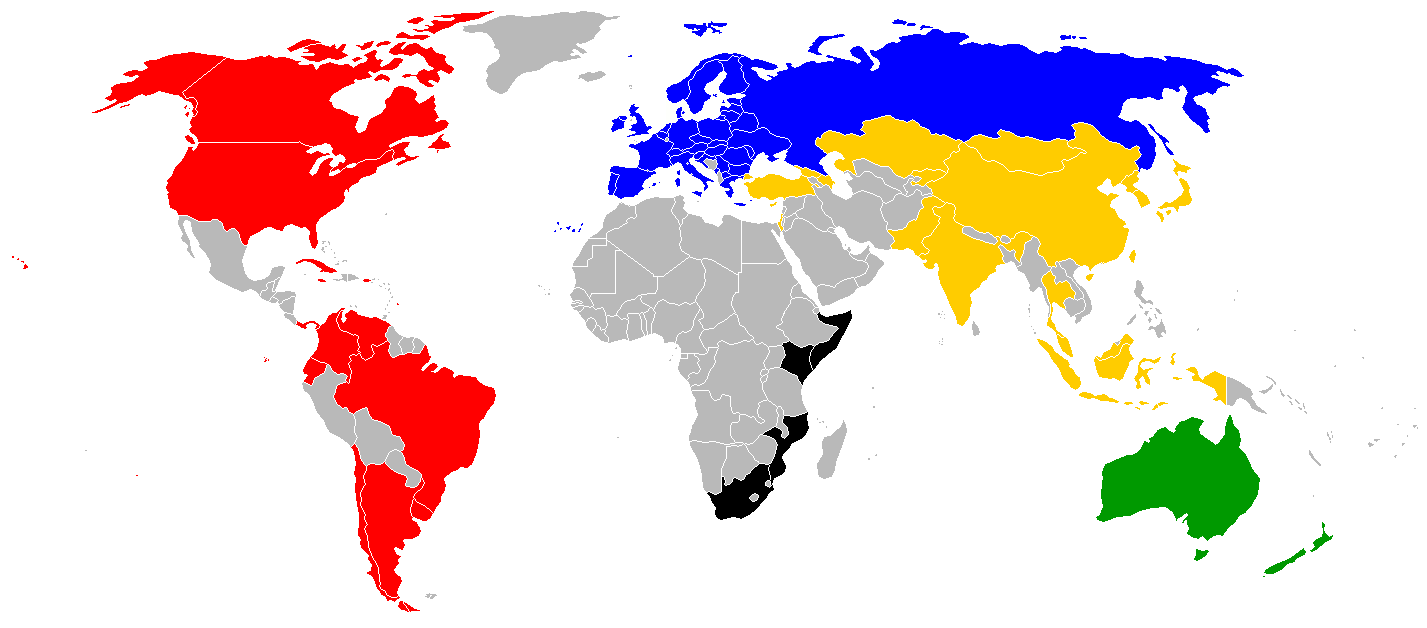
Країни-члени ІОФ

Міжнародна федерація спортивного орієнтування була заснована 21 травня 1961 року на конгресі в Копенгагені. Першими членами федерації стали 10 європейських країн — Болгарія, Угорщина, НДР, Данія, Норвегія, Фінляндія, ФРН, Чехословаччина, Швейцарія і Швеція.
В даний час членами федерації є країни всіх континентів. Загальна кількість членів — 80, причому з 1990 по 2010 роки це число подвоїлося. Інтенсивний розвиток спостерігається в Азії, Південній і Центральній Африці. Довгий час єдиним представником Африки в ІОФ була ПАР, в даний час до неї приєдналися ще три африканські федерації — Кенії, Сомалі і Мозамбіку.
На діаграмі представлено загальне число членів, включаючи як постійних членів (близько 50), так і англ. provisional members — асоційованих (англ. Associate Members), тимчасових членів. Попереднє членство дається федерації на обмежений час з можливістю подальшого продовження. За цей час представник ІОФ (консул) оцінює наскільки інтенсивно йде розвиток виду спорту в країні і наступний конгрес приймає рішення про продовження членства.

## Структура

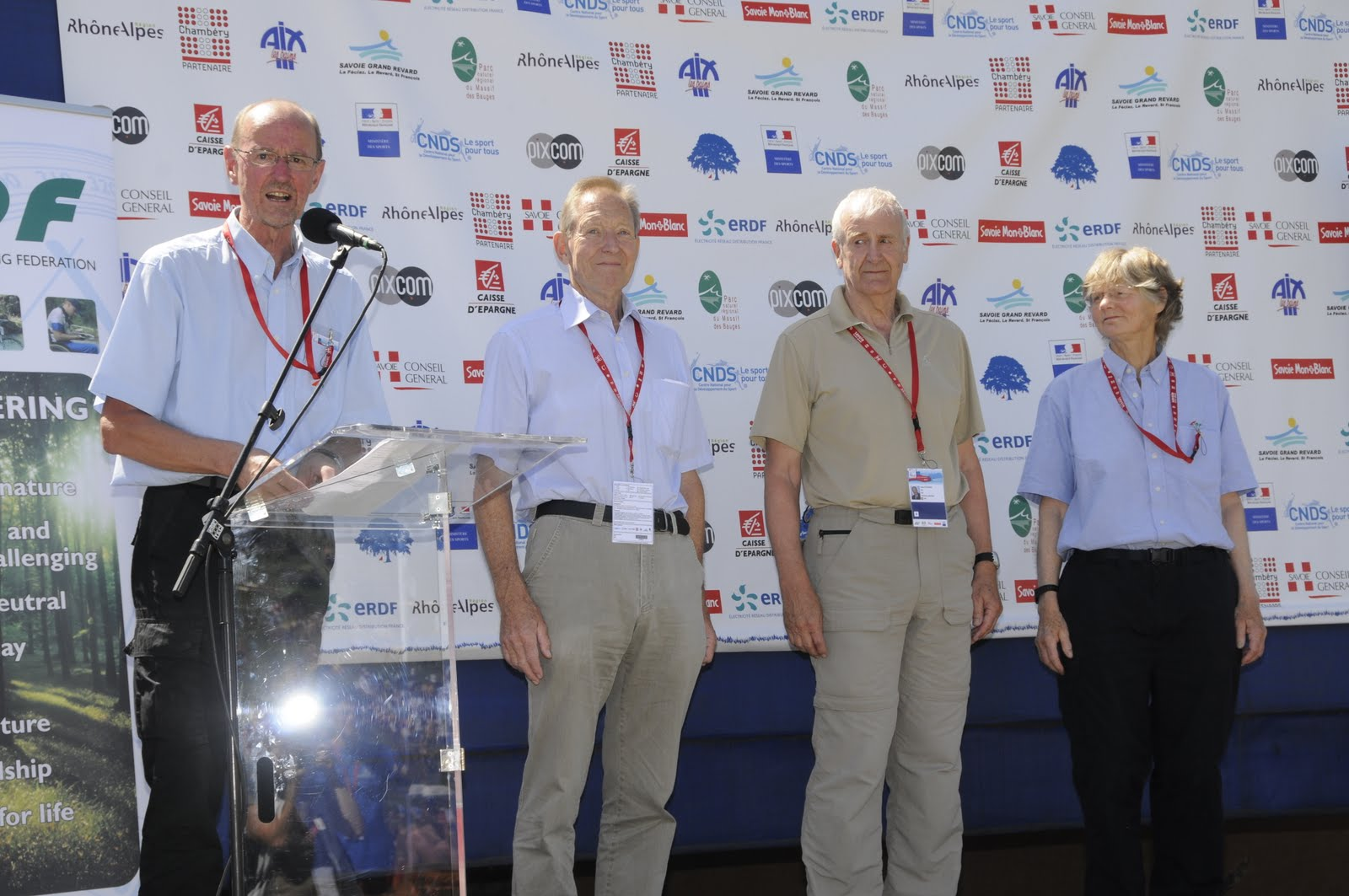
Президент ІОФ Оке Якобсон (зліва) і колишні президенти ІОФ Бенгт Зальтін, Хайнц Чудин і Сью Харвей на церемонії святкування 50-річчя ІОФ, 19 серпня 2011

До складу ІОФ входять постійні комісії, кожна з яких відповідає за розвиток конкретного напрямку спортивного орієнтування. ІОФ є організатором багатьох міжнародних змагань зі спортивного орієнтування, в тому числі  Чемпіонату світу зі спортивного орієнтування. Штаб-квартира розміщена в Гельсінкі, Фінляндія. У 1977 році ІОФ була визнана  Міжнародним олімпійським комітетом.

## Членство
На січень 2016 року в складі ІОФ налічувалось 80 національно орієнтованих члени, з них — 56 дійсних членів і 24 тимчасових, розподілених по 6 географічних регіонах.

### Африка
6 Членів, 1 тимчасовий член
| - Камерун - Єгипет - Кенія - Мозамбік | - Сомалі - ПАР - Уганда |

### Азія
14 Членів, 2 тимчасових члени
| - Китай - Тайвань - Гонконг - Індія | - Індонезія - Іран - Японія - Казахстан | - Киргизстан - Малайзія - Монголія - Непал | - КНДР - Пакистан - Південна Корея - Таїланд |

### Європа
40 Членів
| - Австрія - Азербайджан - Бельгія - Білорусь - Болгарія - Хорватія - Кіпр - Чехія | - Данія - Естонія - Фінляндія - Франція - Грузія - ФРН - Велика Британія - Греція | - Угорщина - Ірландія - Ізраїль - Італія - Латвія - Ліхтенштейн - Литва - Північна Македонія | - Молдова - Чорногорія - Нідерланди - Норвегія - Польща - Португалія - Румунія - Росія | - Сербія - Словаччина - Словенія - Іспанія - Швеція - Швейцарія - Туреччина - Україна |

### Північна Америка
5 Членів
| - Барбадос - Канада - Ямайка | - Пуерто Ріко - США |

### Океанія
2 Члени
| - Австралія | - Нова Зеландія |

### Південна Америка
9 Членів
| - Аргентина - Бразилія - Чилі | - Колумбія - Куба - Еквадор | - Панама - Уругвай - Венесуела |

Міжнародна федерація спортивного орієнтування керує розвитком чотирьох видів спортивного орієнтування:
- бігом (спортивне орієнтування бігом),
- на лижах (спортивне орієнтування на лижах),
- на велосипедах (спортивне орієнтування на велосипедах),
- орієнтування на точність (спортивне орієнтування по стежках).

Президенти ІОФ
- Ерік Тобе (1961—1975)
- Лассе Хейдеман (1975—1982)
- Бенгт Зальтін (1982—1988)
- Хайнц Чудин (1988—1994)
- Сью Харвей (1994—2004)
- Оке Якобсон (2004—2012)
- Брайан Портеус (2012-Н. В.)

20 липня 2012 року на дворічний період президентом федерації було обрано британця Брайана Портеуса. Колишній президент швед Оке Якобсон, який залишив посаду в зв'язку з виходом на пенсію, за свій внесок у розвиток спортивного орієнтування був обраний почесним президентом ІОФ (IOF Honorary President). До нього тільки Сью Харвей удостоювалася такої честі.

### Ресурси Інтернету
- Міжнародна федерація спортивного орієнтування [Архівовано 26 лютого 2011 у Wayback Machine.]